# Estación de Pezinok
La Estación de Pezinok (en eslovaco: Železničná stanica Pezinok) es la estación de tren principal de Pezinok, Eslovaquia.
Está situada en la línea férrea electrificada de doble vía nº 120 Bratislava – Žilina. Está orientado en dirección norte-sur y está electrificado con sistema de tensión de tracción 25 kV, 50 Hz. La estación pertenece a las más antiguas, fue construida en el primer ferrocarril eslovaco con tracción animal. El ferrocarril a caballo iba de Bratislava a Trnava y Sereď, su primer tramo de Bratislava a Svätý Jur se inauguró el 24 de septiembre de 1840 y de Svätý Jur a Pezinok el 30 de junio de 1841.
El tráfico en el ferrocarril de animales se detuvo el 15 de octubre de 1872 debido a su reconstrucción para convertirlo en un ferrocarril de máquinas de vapor.  El transporte con tracción a vapor fue recuperado el 1 de mayo de 1873 por la Compañía ferroviaria de Považie. (en eslovaco: Spoločnosť považskej železnice). Desde entonces, el aspecto de la estación ha cambiado varias veces. La última vez fue en relación con la construcción del corredor V. La modernización de la estación se inició en 2005 y las obras de construcción duraron dos años.

## Reconstrucción
En el marco de la modernización de la línea ferroviaria Bratislava – Žilina con el apoyo de la Unión Europea, la estación de Pezinok también cambió de aspecto.  No sólo se reconstruyó el edificio de la estación, sino también cuatro vías, también se construyeron andenes sobreniveles, metro bajo los rieles y nuevo cableado eléctrico. El objetivo de la modernización es aumentar la velocidad a 160 kilómetros.La compañía ferroviaria trabajó con jóvenes locales para que pintaran con spray el interior de la estación de metro.

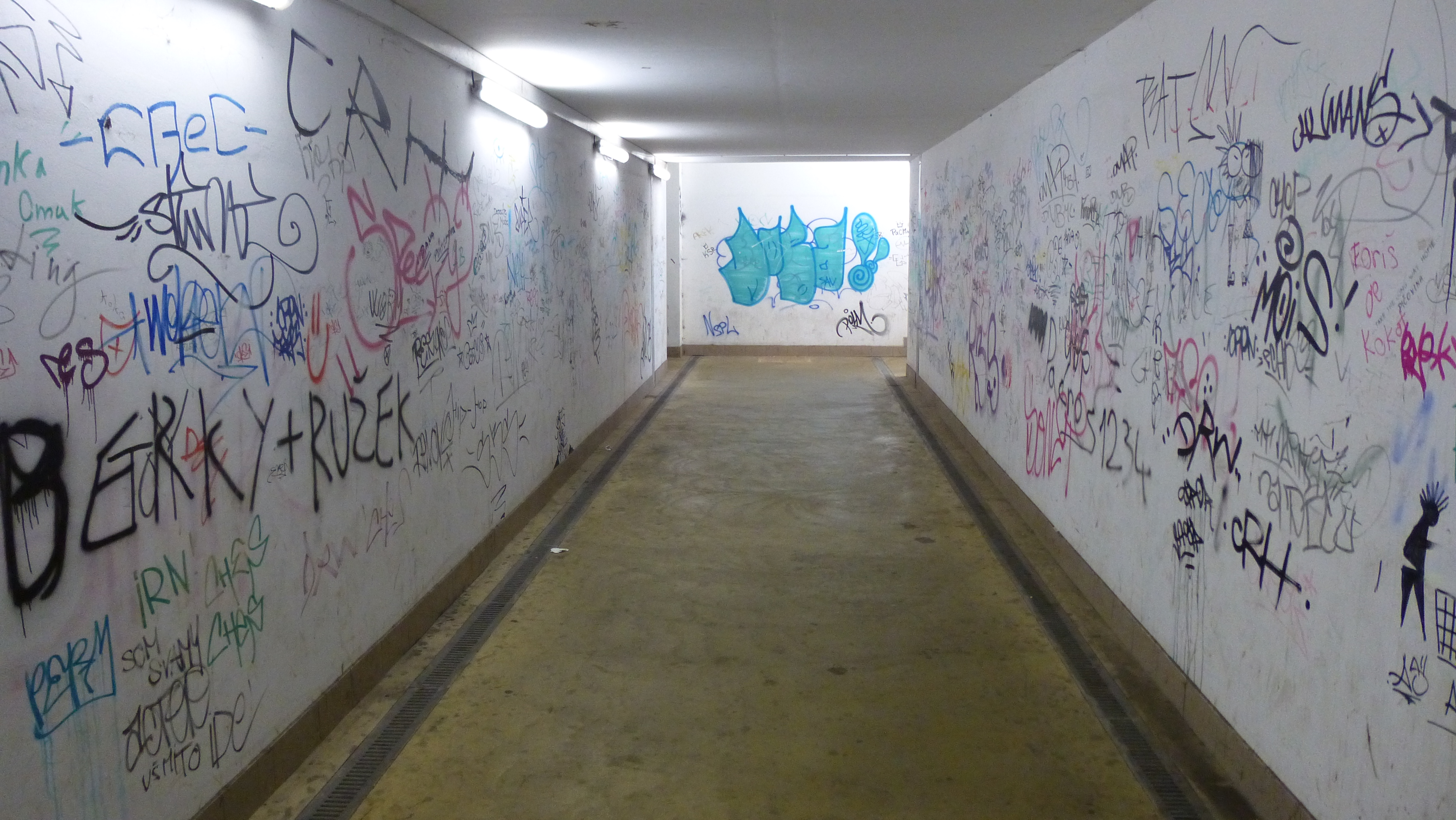
El paso inferior de la estación de tren antes de su reconstrucción (2012)

El 5 de septiembre de 2013 se puso en funcionamiento una nueva terminal de transporte integrada cerca de la estación de tren con nuevos andenes de autobús, un pequeño aparcamiento y una rotonda.

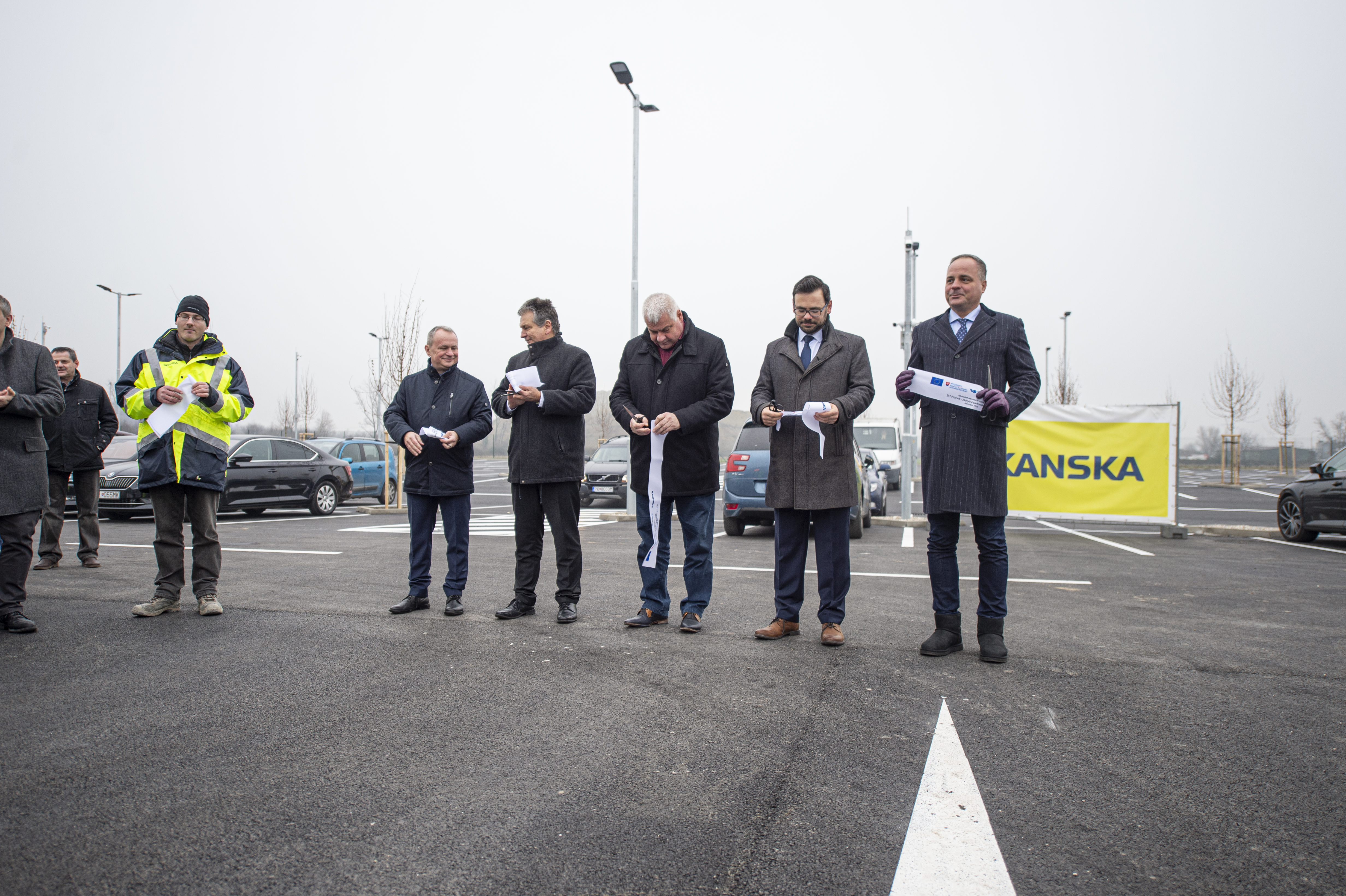
Gran inauguración del nuevo aparcamiento en la calle Za dráhou

En otoño de 2019 también se construyó el aparcamiento vallado en la calle Za dráhou, que está conectado con la estación mediante la nueva ampliación del paso inferior. Su gran inauguración fue el 12 de diciembre de 2019.